# 森岡真希
森岡 まき（もりおか まき、1974年2月13日 - ）は、岡山県出身の競艇選手。登録番号3802。身長154cm。血液型A型。77期。岡山支部所属。夫に森岡満郎（登録番号3815）、同期に石田章央、五反田忍、田中豪らがいる。旧姓 今藤（いまふじ）。

## 来歴
- 1995年11月、児島競艇場でデビュー。
- 1996年1月、徳山競艇場で初勝利。
- 2001年2月27日、多摩川競艇場での「G1第14回JAL女子王座決定戦競走」にG1初出場。翌28日、2日目2RでG1初勝利[1]。
- 2001年6月7日、宮島競艇場での「G3 01女子リーグ第5戦」で初優勝。
- 2005年3月5日、大村競艇場での「G1第18回JAL女子王座王座決定戦競走」で準優勝戦に進出した（4着）。
- 2006年10月13日、若松競艇場での「G3 2006女子リーグ第11戦」で2度目の優勝。
- 2021年、登録名を『森岡 真希』より『森岡 まき』に変更する。これは姓名診断による運勢によって変えたと本人が言っている。